# Héros (1801)
El Héros fue un navío de línea francés de 74 cañones de la clase Téméraire construido en los astilleros de Rochefort. Sirvió primero a la Marina francesa, combatiendo en 1805 en la batalla de Trafalgar, y más tarde a la Armada española, tras ser capturado en la Batalla de la Poza de Santa Isabel de junio de 1808. Sirvió durante más de treinta años hasta 1845, año en que es desguazado en Ferrol. De acuerdo con los estándares británicos era un navío de tercera clase, aunque de origen quedó categorizado como Premier Rang.

## Al servicio de la Marina francesa
El navío de línea Héros fue construido en los astilleros de Rochefort entre 1795 y 1801. El mismo año de su finalización, formó parte de la armada encargada de ocupar la ciudad de Santo Domingo. En el Héros fue embarcado prisionero el militar y político haitiano Toussaint Louverture y llevado a Francia, donde murió en 1803.
En octubre de 1805 se encontraba faenado en aguas de la bahía de Cádiz, bajo el mando del capitán Jean-Baptiste-Joseph-René Poulain, quien esperaba la orden del almirante Villeneuve en la ofensiva que planteaba al mando de la flota conjunta hispano-francesa contra la británica que mandaba Horatio Nelson.	
En el orden de batalla del 21 de octubre de 1805, el Héros ocupaba la primera escuadra junto a los navíos de línea Redoutable, San Leandro, Neptune,  Bucentaure, Santísima Trinidad y el San Agustín, además de la fragata Hortense y el bergantín Furet.
En el fragor de la batalla cerca de la una y cuarto del mediodía, el capitán Poulain muere a causa de las heridas que recibe durante el ataque. Es sustituido por el teniente Julien Cosmao, quien aguanta hasta bien entrada la tarde defendiendo el navío. Los combates dejan al Héros con 11 muertos y 23 heridos. 
Viendo la batalla perdida, el Héros, junto a cuatro barcos franceses y seis españoles, tratan de regresar a Cádiz, a cuyo puerto llegan al día siguiente.
El día 23, el capitán Julien Marie Cosmao-Kerjulien, quien había dirigido en la batalla el navío Pluton y era el oficial de más alto rango en aquella situación, reunió a los oficiales más antiguos que habían regresado con él y planeó una contraofensiva para intentar recuperar algunos de los barcos que la flota británica había tomado como botín de guerra y planeaba llevar hasta la colonia de Gibraltar. Seis naves (Héros, Pluton, Neptune, San Francisco de Asís, Montañés y Rayo) marcharon de nuevo hacia aguas de Trafalgar para superarlas y recuperar los barcos.
Consiguieron recuperar los navíos de línea españoles Neptuno y el Santa Ana de manos británicas. Sin embargo, a su regreso hacia Cádiz, se desató una tormenta que impidió el buen final de la misión. Mientras que el Santa Ana consiguió llegar a duras penas a puerto, desarbolado, el Neptuno fue arrastrado contra la costa, hundiéndose en las cercanías del Castillo de Santa Catalina.

## Al servicio de la Armada española
El Héros permaneció en Cádiz, como buque insignia de la flota dirigida por el almirante François Étienne de Rosily-Mesros. Se encuentra faenado allí en 1808, cuando estalla la Guerra de la Independencia Española. En junio de 1808 el Héros lucha en la Batalla de la Poza de Santa Isabel contra la fuerza naval española bajo el mando del almirante Juan Ruiz de Apodaca, quien cuenta con el apoyo de la artillería costera. La armada española vence a la francesa, haciendo prisioneros a todos los marineros y capturando los seis barcos franceses que lucharon. Además del Héros, se cuentan el Neptune, Pluton, Algeciras, Argonaute -estos cinco conocidos de la batalla de Trafalgar- y el Cornélie.
En 1834 sufre conatos de desobediencia en la marinería, al levar anclas hacia España, sin mayor incidencia en el destino del buque.
El Héros fue incorporado a la Armada española con el nombre de Héroe. Sirvió en la misma hasta 1850, (otras fuentes señalan que hasta 1847), en que fue desguazado en los astilleros de Ferrol.